# Comuna Voloseanka, Skole
Voloseanka (în ucraineană Волосянка) este o comună în raionul Skole, regiunea Liov, Ucraina, formată din satele Hașciovanea, Ialînkuvate și Voloseanka (reședința).

## Demografie
Componența lingvistică a comunei Voloseanka
     Ucraineană (100%)
Conform recensământului din 2001, toată populația comunei Voloseanka era vorbitoare de ucraineană (100%).